# Hypsicera oharai
Hypsicera oharai là một loài tò vò trong họ Ichneumonidae.